# Ropica tentata
Ropica tentata är en skalbaggsart som beskrevs av Francis Polkinghorne Pascoe 1865. Ropica tentata ingår i släktet Ropica och familjen långhorningar.
Artens utbredningsområde är Sulawesi. Inga underarter finns listade i Catalogue of Life.